# San Frumenzio ai Prati Fiscali
De San Frumenzio ai Prati Fiscali (Sint Frumentius in de velden van Fiscali) is een kerk in Rome, gelegen in de wijk Val Melaina aan de in via Cavriglia. De kerk is gewijd aan de heilige Frumentius, volgens de overlevering aan het einde van de vierde eeuw bisschop van Aksum in het Noorden van het tegenwoordige Ethiopië. 
De kerk werd gebouwd naar een ontwerp van de Italiaanse architect Eugenio Abruzzini en werd in 1984 gewijd. Het nieuwe gebouw verving de oude parochiekerk die in 1968, met het decreet Quotidianis curis, was opgericht door kardinaal-vicaris Angelo Dell'Acqua. Het gebouw heeft een halfronde vorm.

## Titelkerk
De kerk werd in 1988 door paus Johannes Paulus II verheven tot titelkerk. Titelhouders waren:
- Alexandre José Maria dos Santos (1988-2021)
- Robert McElroy (2022-heden)